# Rijksmuseum van Oudheden
Le Rijksmuseum van Oudheden ou musée national des Antiquités est le musée archéologique national des Pays-Bas. Il est situé à Leyde. Le musée est né de la collection de l'université de Leyde et coopère encore étroitement avec la Faculté d'archéologie de la même université. Le musée lui-même s'appelle le Centre National de l'Archéologie. Il couvre les antiquités provenant de l'Égypte antique, le Proche-Orient ancien, le monde classique de la Grèce antique, l'Étrurie et Rome antique ainsi que le début (préhistoriques, romains et médiévaux) des Pays-Bas.

## Collections du musée
Les différentes collections sont divisées comme suit :
- Égypte antique
- Proche-Orient ancien
- Civilisation Étrusque
- Grèce antique
- Rome antique
- Période préhistorique des Pays-Bas
- Période romaine des Pays-Bas
- Période médiévale des Pays-Bas

Dans le hall central du musée se dresse un temple égyptien, le temple de Tafa, qui fut transporté d'Égypte et reconstruit dans le musée.

## Histoire des collections
Le musée a été fondé au début du XIXe siècle par le professeur Caspar Reuvens. Il abrite une partie de la collection De Thoms.